# AlunaGeorge
AlunaGeorge je britské hudební duo (Aluna Francis – zpěv, texty a George Reid - produkce) z Londýna, produkující elektronickou hudbu.
V roce 2012 byli nominováni na 2013 BRIT Award of Critics' Choice a také na Sound of 2013, kde se umístili na druhém místě.

## Vznik
Duo se potkalo poprvé v červnu 2009, kdy Reid zremixoval skladbu „Sweetheart“ od skupiny My Toys Like Me, ve které v té době Aluna působila.

## 2011 – přítomnost
V roce 2011 vydaly první oficiální singl „Analyser“ / „We Are Chosen“. Dalším singlem byl „You Know You Like It“, který se objevil také v seriálu Skins, zároveň se jednalo i o první singl z jejich debutové desky Body Music.
Deska Body Music vyšla 26. července a ve Velké Británii se deska dostala, až na 11. místo v prodejnosti.

## Diskografie

### LP
| Rok  | Název alba | Datum vydání      | Vydavatel      |
| ---- | ---------- | ----------------- | -------------- |
| 2013 | Body Music | 26. července 2013 | Island Records |

### Singly
| Název                        | Rok  | Album                        |
| ---------------------------- | ---- | ---------------------------- |
| "Analyser" / "We Are Chosen" | 2011 | Singl nevyšel na žádném albu |
| "You Know You Like It"       | 2012 | Body Music                   |
| "Your Drums, Your Love"      | 2012 | Boby Music                   |
| "Attracting Flies"           | 2013 | Body Music                   |
| "Best Be Believing"          | 2013 | Body Music                   |

### Videoklipy
| Název                   | Rok  | Režie                                   |
| ----------------------- | ---- | --------------------------------------- |
| "Just a Touch"          | 2012 | Laurence Matthew Blake and Matilda Finn |
| "You Know You Like It"  | 2012 | Laurence Matthew Blake and Matilda Finn |
| "Your Drums, Your Love" | 2012 | Henry Schofield                         |
| "Attracting Flies"      | 2013 | Emil Nava                               |
| "You Know You Like It"  | 2013 | Sammy Rawal                             |
| "Best Be Believing"     | 2013 | Patrick Killingbeck                     |